# Samea sylvialis
Samea sylvialis is een vlinder uit de familie van de grasmotten (Crambidae), uit de onderfamilie van de Spilomelinae. De wetenschappelijke naam van deze soort is voor het eerst voorgesteld als Botys sylvialis door Francis Walker in een publicatie uit 1859.
De soort komt voor in Costa Rica , Venezuela en Brazilië.